# 탑승수속

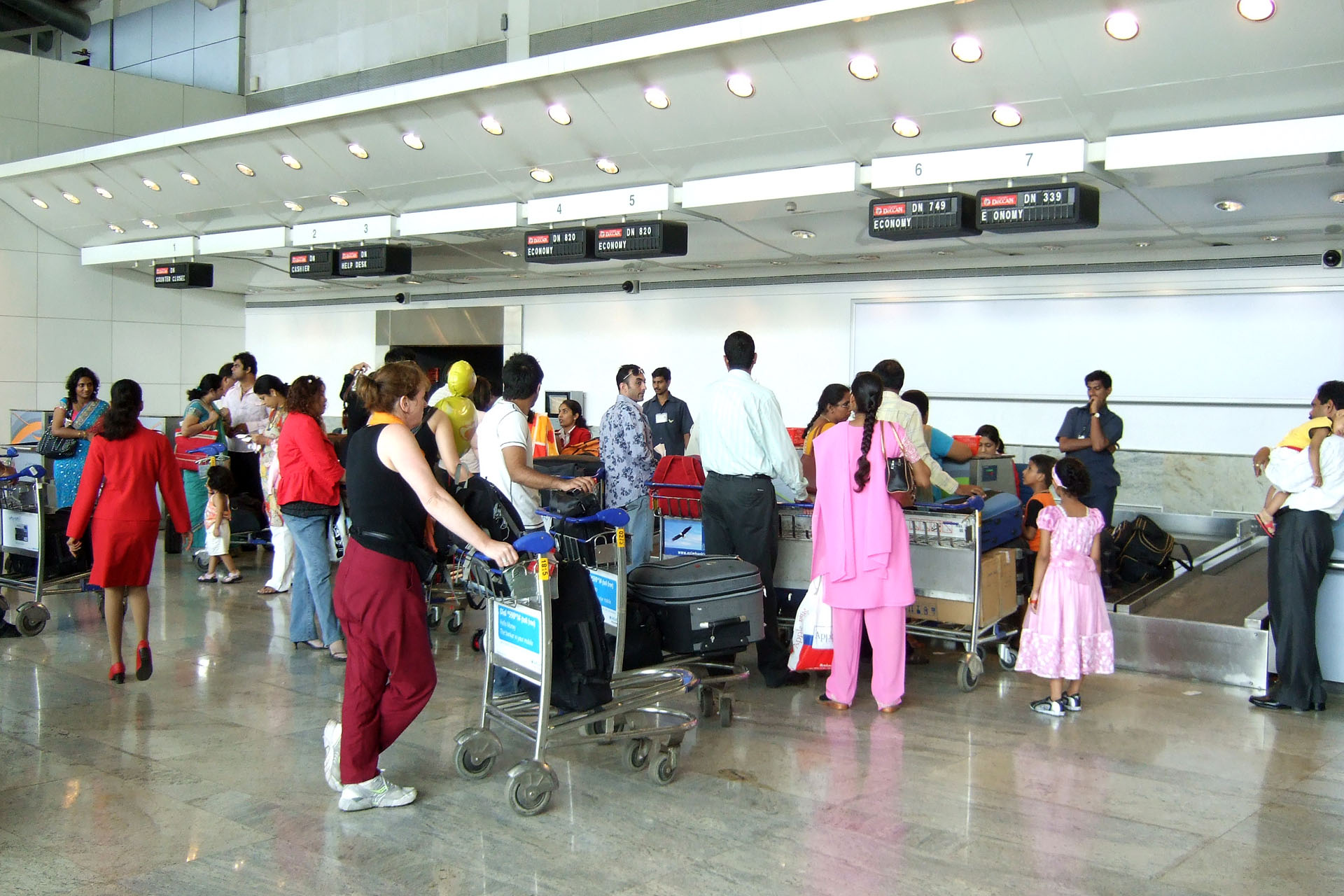
차트라파티 시바지 마하라지 국제공항의 체크인 카운터

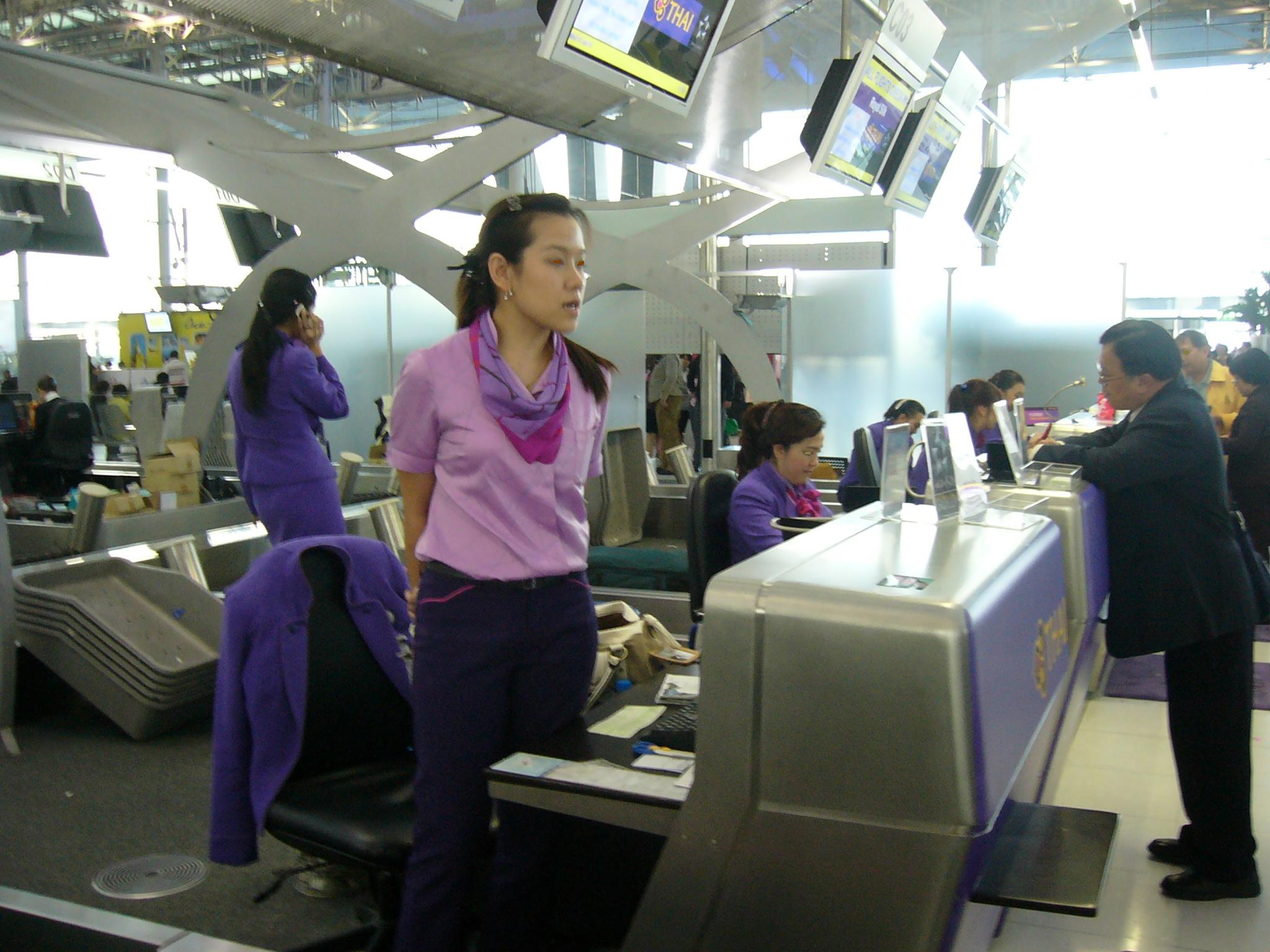
태국 방콕 수완나품 국제공항의 타이항공 체크인 카운터 C의 모습 2

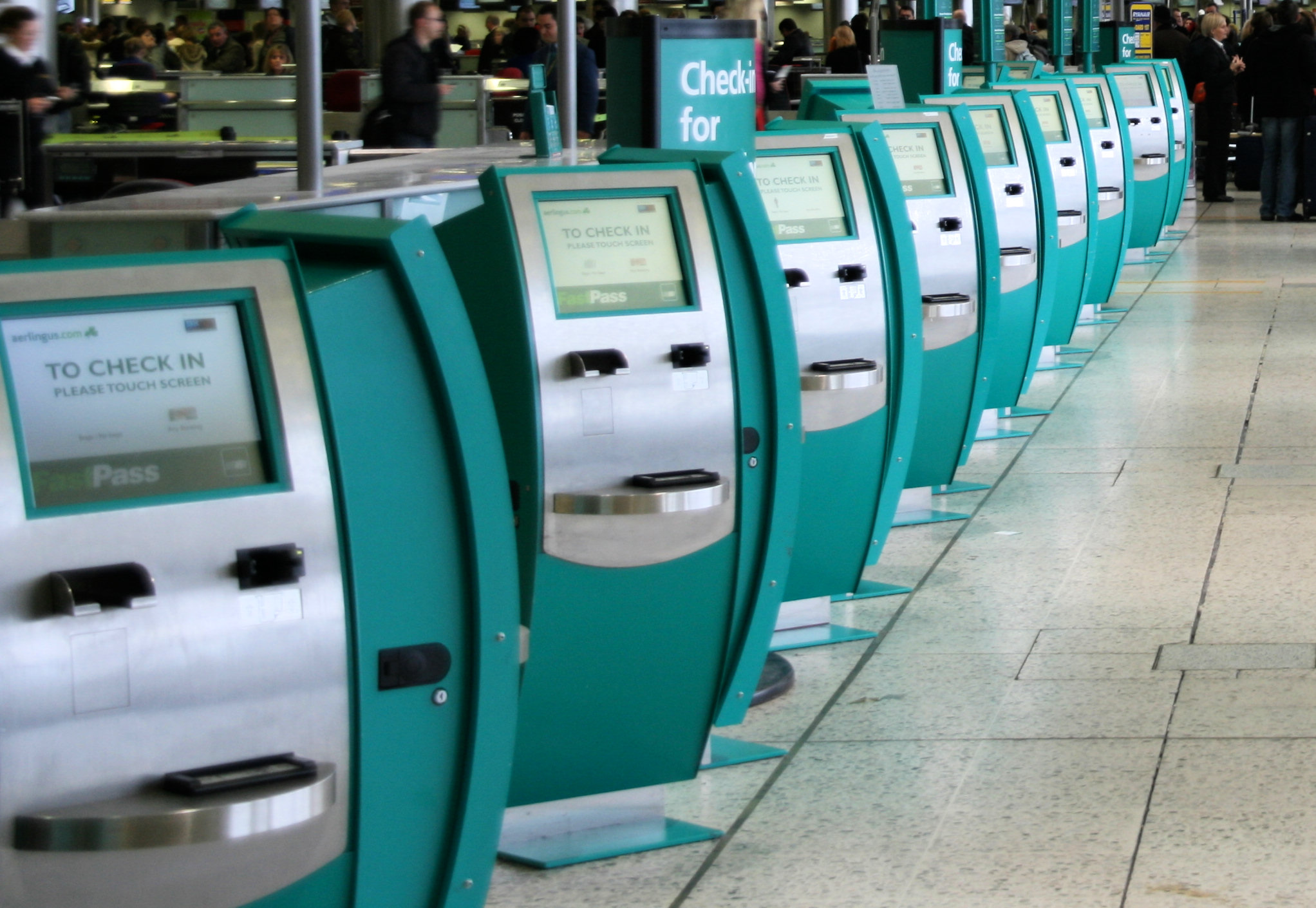
더블린 공항 에어 링구스의 셀프 체크인 기기

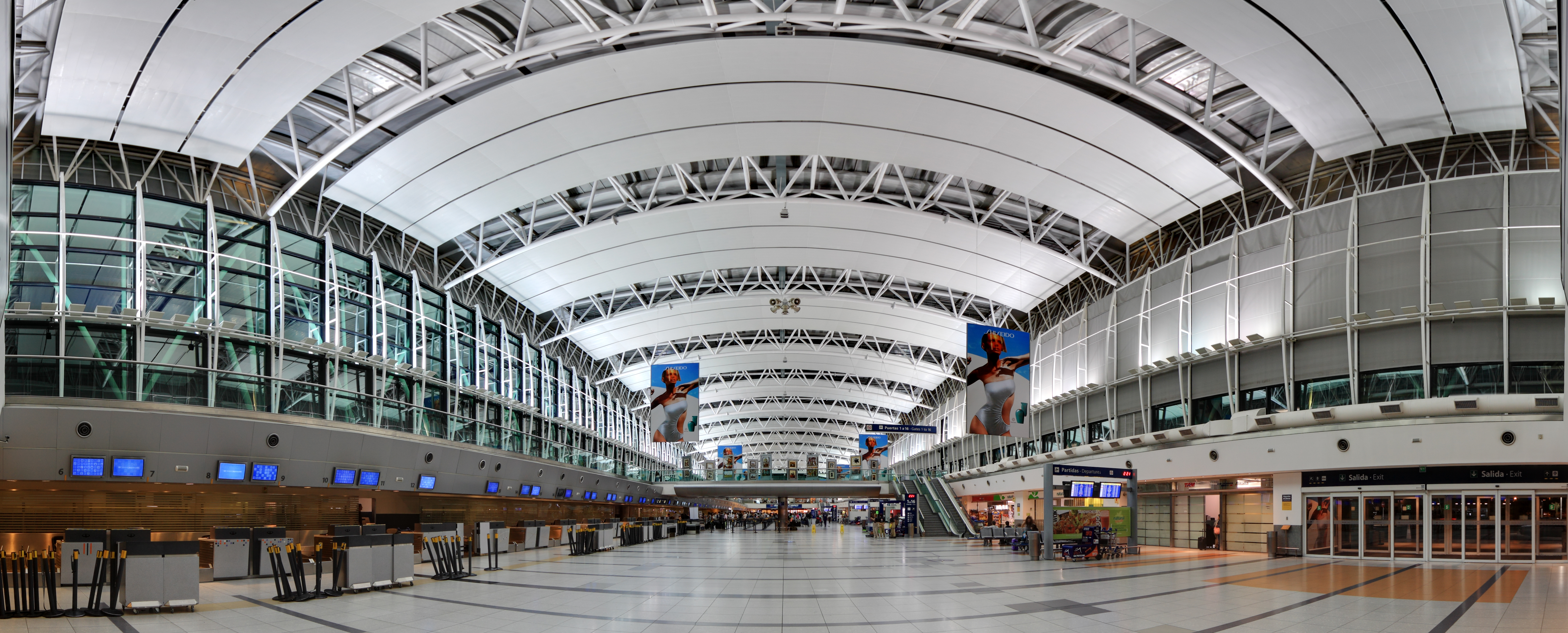
미니스토로 피스타리니 국제공항의 현대 공항 체크인 홀의 파노라마

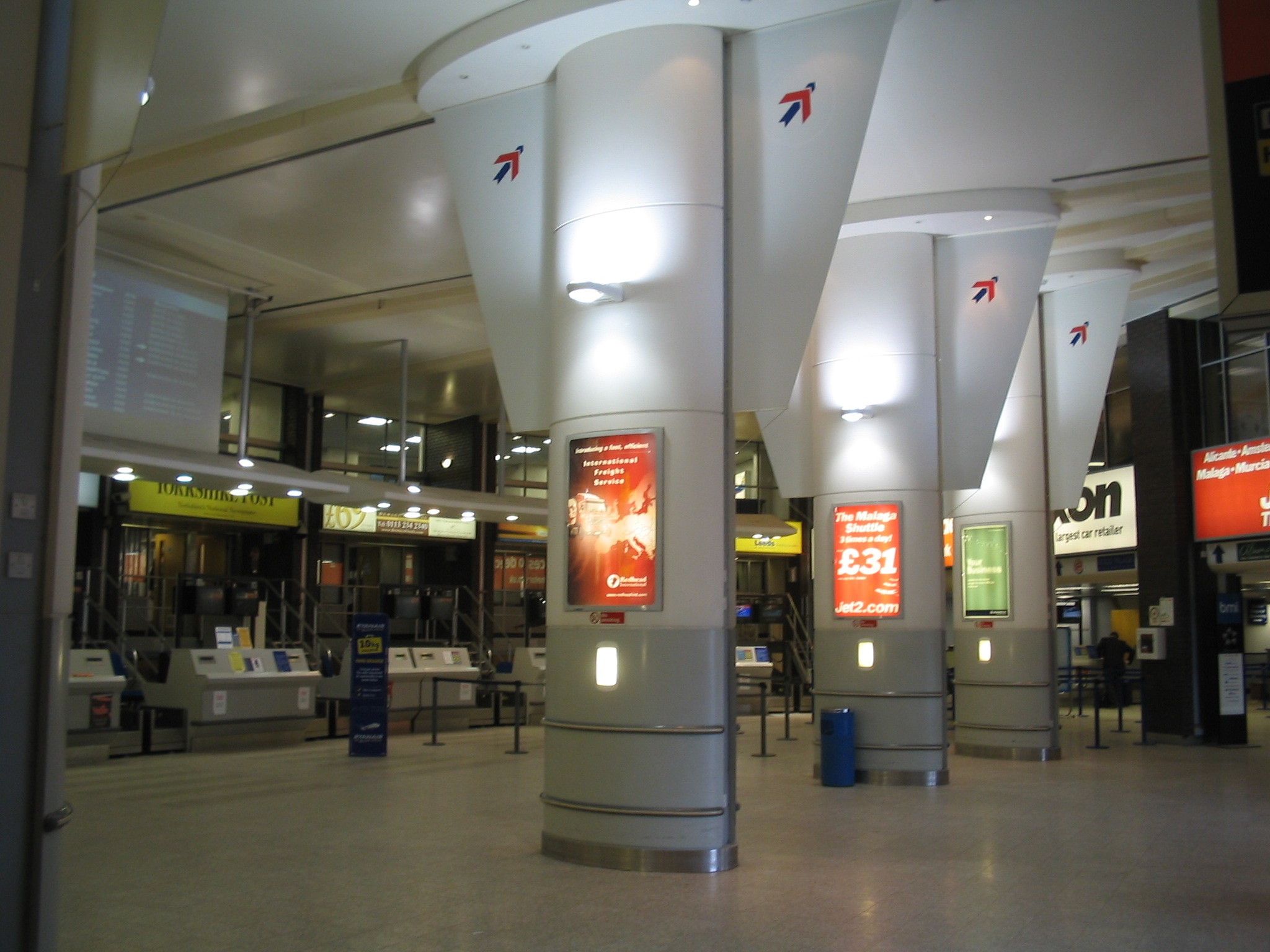
리즈 브래드포드 국제공항의 체크인 홀 A

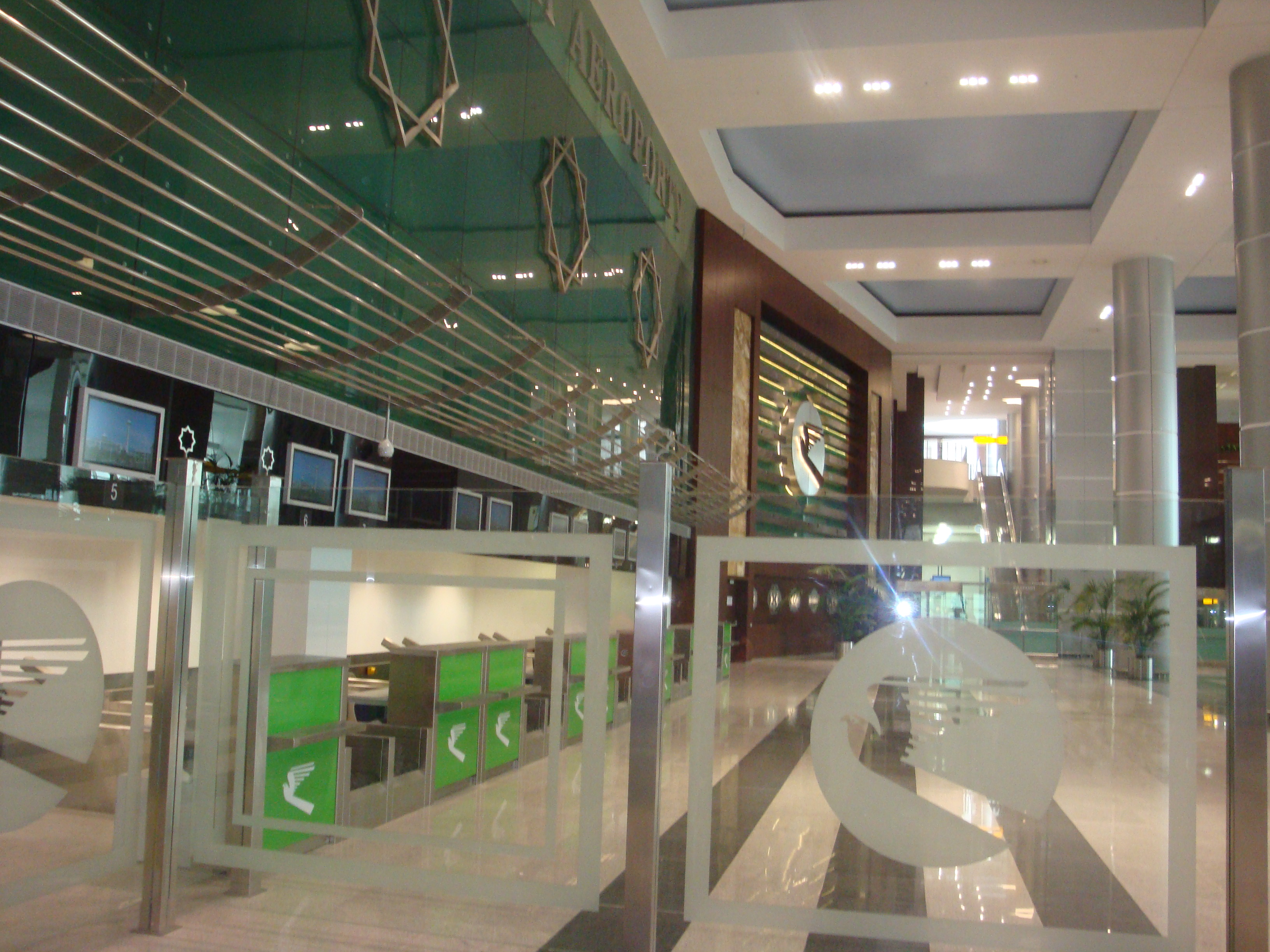
투르크멘바시 공항의 투르크메니스탄 항공 체크인 카운터

체크인(영어: Check-in)으로 불리기도 하는 탑승수속(搭乘手續)은 항공기 탑승권을 받기위한 절차이다. 탑승수속은 승객이 비행기 탑승전에 공항에서 항공사에 의해 받게되는 과정이다. 항공사들은 일반적으로 공항에서 제작된 서비스 카운터를 사용한다. 이 서비스 카운터는 체크인 카운터라고 불린다.
탑승수속은 일반적으로 항공사를 대신하여 일하는 항공사 자체 또는 취급 대리인에 의해 처리된다. 승객들은 보통 항공기 탑승이 진행되기 전에 기내에 반입하거나 반입이 허용되지 않는 수하물을 확인하고 탑승권을 받는다.
항공 규정상 항공편 출발 전 일정 시간까지 탑승수속을 해야 하기 때문에 탑승 수속은 대개 공항에 도착할 때의 첫 번째 절차다. 이 기간은 목적지와 항공사에 따라 15분에서 4시간까지이다(자체 탑승수속 시 온라인 프로세스에 의한 체크인 시 24시간까지 연장할 수 있다). 이 과정 동안 승객은 좌석 선호도, 비행 또는 목적지 정보에 대한 문의, 빈번한 전단 프로그램 마일리지 축적 또는 업그레이드 비용 지불과 같은 특별한 숙소를 요구할 수 있는 능력을 가지고 있다. 필요한 시간은 때때로 예약에 쓰여지기도 하고, 때로는 웹사이트 어딘가에 쓰여지기도 하며, 때로는 "승객들은 탑승수속할 충분한 시간을 주어야 한다"라고만 언급되기도 한다.
그러나 항공사의 주요 기능은 항공기의 화물칸에 들어갈 짐을 수용하고 탑승권을 발급하는 것이다.

## 탑승자 신분등록
탑승수속을 할 때 대리인의 주된 임무 중 하나는 유효한 서류를 확인하는 것이다. 여기에는 티켓, 여권, 비자(문서) 방문, 동의서, 그리고 경우에 따라서는 출입국 요건을 준수하기 위한 승객의 주소와 연락처가 포함된다.

## 수하물 등록
탑승수속 시, 승객은 공항 보안에 의해 체크되고 밀봉된 수하물을 건네준다. 중량 제한 초과 또는 실 수 없는 수하물은 것은 일반적으로 탑승 수속 시 대리인에게 인계된다. 수하물 수당은 항공사가 규정하며 초과되는 것은 추가요금을 받거나, 마일리지를 사용하여 수화물 무게를 늘릴수 있다.

### 셀프 백 드롭
일부 항공사들은 수하물을 든 승객들이 셀프백 드롭 기계에서 체크인할 수 있는 셀프 체크인 절차를 가지고 있다. 승객들은 수하물표를 부착하고 수하물 드롭 벨트에 가방을 놓는다. 수하물이 없는 승객은 라운지로 직행하여(휴게 접속이 가능한 경우) ePass(프리미엄 고객만을 위한 소형 RFID 장치)를 이용하여 키오스크에서 체크인하거나 출발 게이트로 직행할 수 있다. 많은 항공사들이 ePass, mPass 또는 이와 유사한 모바일 앱과 같은 전자 체크인을 사용하며, 이러한 애플리케이션은 탑승권 역할을 한다.

## 좌석등록
보통 체크인 시 특정 좌석을 선택할 수 있는 옵션이 제공되며, 승객들은 창가나 통로 쪽 좌석을 선호하는지 물어본다.

## 온라인 탑승수속
온라인 탑승 수속은 승객들이 인터넷, 프로그램을 통해 공항에 있는 그들의 존재를 확인하고 일반적으로 그들 자신의 탑승권을 인쇄하는 과정이다. 항공사와 특정 항공편에 따라, 승객들은 또한 식사 옵션과 수하물 수량과 같은 세부 사항을 입력하고 그들이 선호하는 좌석을 선택할 수 있다.
이 서비스는 일반적으로 승객들이 공항 체크인 카운터에서 보통 보내는 시간을 줄이기 때문에 항공사들이 승객들에게 더 쉽고 빠르게 홍보한다. 그러나 일부 항공사는 여전히 서류 확인을 위해 선호되는 체크인 방법과 관계없이(예: 비자가 필요한 국가를 여행하거나 구매에 사용된 신용 카드가 진짜인지 또는 구매한 사람의 신분과 일치하는지 확인하기 위해) 탑승자에게 체크인 카운터로 이동하도록 요구할 것이다. 승객들이 온라인 체크인을 한 후 공항에서 체크인 절차를 계속해야 할 경우, 모든 책상을 수하물 드롭 포인트로 지정하지 않는 한 대기 시간을 줄이기 위해 특별한 차선이 제공된다. 더욱이, 항공편의 온라인 체크인은 종종 실제 항공편보다 더 일찍 이용할 수 있다. 그런 다음 탑승 수속을 통해 탑승객의 통제권으로 이동한다. 항공사들은 자주 셀프 서비스가 더 효율적으로 운영되고 승객 수의 증가에 대처할 수 있는 더 큰 능력을 가지고 있기 때문에 이 시스템을 이용할 수 있다. 또한 공항에서의 활동을 감소시켜 항공사의 비용을 절약하고 승객들의 대기 시간을 줄인다.
라이언 에어는 특정한 제한된 상황을 제외하고 온라인 체크인을 이용하지 않은 경우 60유로 정도의 요금을 승객들에게 부과한다. 게다가, 2010년 초에 모든 승객들은 온라인으로 체크인하도록 요구되었고, 따라서 체크인 데스크의 사용을 폐지했다. 그럼에도 불구하고, 승객들은 여전히 탑승 카드를 인쇄하는 것에 대한 책임을 지고 있다.
다른 레거시 항공사들, 특히 유럽에서는 공항 체크인 데스크가 수하물 낙하 지점으로만 밀려나면서 온라인 체크인이 점점 더 요구되고 있다.
알래스카 항공사가 온라인 체크인을 가장 먼저 제공했다. 이 시스템은 1999년 2/4분기에 처음으로 제한적으로 제공되었고, 다음 분기에 선택된 항공편을 통해 일반 대중이 이용할 수 있었다. 이후 이 제도를 도입한 항공사가 늘고 있다. 제주항공도 프로그램을 이용해서 탑승수속을 할 수 있는 서비스가 제공됐다.
일반적으로, 항공 여행을 위한 웹 기반 체크인은 항공편 예약 출발 24시간 전이나 인터넷 체크인 어시스턴트 7일 전에 항공사 웹사이트에서 제공된다. 그러나 일부 항공사는 30일과 4일 전에 온라인 체크인을 여는 라이언 에어, 출발 14일 전에 오픈하는 에어아시아, 탑승객의 티켓이 매겨지는 즉시 열리는 이지 젯 등 더 긴 시간을 허용한다(편리한 Jet의 경우, 승객은 체크인 오토매틱을 이용하지 않는다). 티켓팅 후, 승객은 관련 버튼을 클릭해야 한다.) 항공사에 따라, 항공편을 체크인하기 위해 첫 번째 사람들에게 제공되는 일등석이나 비즈니스석으로 더 나은 좌석이나 업그레이드의 이점이 있을 수 있다. 이러한 요구를 충족시키기 위해, 일부 사이트들은 여행자들에게 24시간 창구 이전에 항공사의 체크인을 요청하고 항공사에서 이용 가능할 때 이메일로 항공사의 탑승권을 받을 수 있는 기능을 제공했다. 일부 항공사들은 24시간 창구가 열리기 전에 조기 체크인 특권을 부과하기 때문에 벌크헤드나 비상구 행 바로 뒤에 있는 좌석과 같은 바람직한 좌석에 대한 수요를 활용한다.

### 모바일 탑승수속
2000년대 중반에는 승객의 휴대 전화나 PDA를 이용해 체크인할 수 있었다. 대부분의 경우 GPRS 또는 3G 지원 스마트폰 또는 인터넷 가능 PDA가 필요하며(핀 항공은 텍스트 메시지로 체크인을 허용) 체크인 기능은 휴대 전화 브라우저의 웹 사이트에서 키로 누르거나 전용 응용 프로그램을 다운로드하여 액세스할 수 있다. 이 과정은 개인 컴퓨터를 사용하여 체크인할 때 예상하는 것과 유사하다.
모바일 체크인 절차가 끝나면 일부 항공사가 승객의 모바일 기기로 모바일 탑승권을 보내 보안검색이나 탑승시 공항에서 스캔이 가능하다. 그러나 다른 사람들은 체크인 시 직원에게 제출하거나 키오스크에서 스캔하여 체크인 절차를 계속할 수 있는 바코드가 있는 전자 확인서를 보낸다(즉, 탑승권이 발행된 경우).
조기 체크인의 한 가지 단점은 한 사람의 대리인이 비행기를 갈아타는 것을 제한한다는 것이다. 티켓 쿠폰이 변경되기 전에 다시 "열려야" 하기 때문에, 이것은 준비하는데 시간이 걸릴 수 있다.

## 프리미엄 라운지 체크인
F좌석 승객은 1등석이나 비즈니스석 티켓을 소지하거나, 일정한 빈도의 전단 프로그램 멤버십 카드(일반적으로 상위 계층)를 제공하거나, 항공사와 체결한 기타 계약으로, 프리미엄 체크인 구역 및 또는 라운지를 이용할 수 있다.
프리미엄 체크인 구역은 항공사와 공항마다 다르다. 항공사 허브가 위치한 주요 공항은 일반적으로 별도의 체크인 라운지 내에서 보다 철저하고 배타적인 프리미엄 체크인 경험을 제공한다. 예를 들어 에어뉴질랜드의 오클랜드 국제 프리미엄 체크인 라운지는 전용 통관 카운터와 보안 검색대 직통 접속을 제공한다. 소규모 공항에서 운영되는 항공사들은 일반적으로 최초, 비즈니스 및 또는 프리미엄 경제 승객을 위해 종종 결합되는 배타적이고 별도의 프리미엄 체크인 대기열 차선을 제공한다.
싱가포르 항공은 싱가포르 창이 공항 터미널 3을 출발하는 퍼스트 클래스와 스위트 승객들에게도 이 서비스를 제공한다. 이 승객들은 전용 노면 출입구를 가지고 있으며 직원들이 체크인하는 동안 소파에서 기다릴 수 있다. 그런 다음 그들은 전용 여권 관리 카운터로 안내된다.
에미레이트 항공은 자사의 허브 DXB에 개인 및 개별 체크인 차선을 제공하고, 대부분의 이코노미 클래스 고객을 메인 체크인 로비에서 분리한 다음, 이러한 1등/비즈니스 클래스 고객의 프라이버시를 보장한다.
스카이팀은 우선 체크인 서비스 "SkyPriority"를 제공하는데, 이 서비스 회원들은 체크인 카운터에 액세스하여 더 큰 수화물 용량과 함께 우선 순위 체크인 서비스를 승인할 수 있다.

## 시내 체크인
공항 밖의 시내(市內)에서 미리 체크인을 할 수 있도록 하는 서비스를 시내 체크인(영어: In-town check-in)이라고 부른다. 대한민국에서는 2024년 4월 기준으로 공항철도에서 운영하는 서울역 도심공항터미널에서만 이용가능한 서비스이다.
시내 체크인 서비스는 오늘날 탑승객들이 휴대전화기 등을 이용해 미리 스스로 탑승수속을 밟을 수 있도록 하는 넓은 의미의 '얼리 체크인'(영어: early check-in) 또는 '온라인 체크인'(영어: online check-in) 서비스들과의 경쟁 속에서 많은 어려움을 겪고 있다. 시내 체크인 서비스가 탑승객이 스스로 수행하는 온라인·모바일 얼리 체크인에 비해 지니는 강점은 수하물을 미리 탁송할 수 있다는 것이므로, 탁송수하물을 이용하지 않고 기내에 수하물을 직접 휴대하는 고객들은 굳이 시내 체크인 서비스를 활용할 필요성을 느끼지 못하기 때문이다. 이에 코레일이 운영하는 광명역 도심공항터미널은 2020년 4월부터 무기한 운영중단 상태이며, 한국도심공항이 운영하던 코엑스 도심공항터미널은 2023년 2월 폐쇄되었다.

## 같이 보기
- 체크인
- 공항 터미널
- 수하물